# 君主主義
君主主義（英語：Monarchism）指主張恢復君主制或保衛現有的君主制的一種政治運動、思想，保護君主政體或奉行君主原則的政治信念。君主主義者（Monarchist）則指這種運動的參與者。

## 背景
1688年光榮革命後，英國確立君主立憲制，並受到孟德斯鳩的稱讚；但歐洲大部分國家仍然保持托馬斯·霍布斯《利維坦》中主張的絕對君主制。啟蒙運動思想家提倡「開明專制」，受到神聖羅馬帝國皇帝約瑟夫二世、俄羅斯帝國女皇葉卡捷琳娜二世等專制君主的採納。
1789年法國大革命爆發後，支持君主制人士與共和派在思想上相對抗。反革命的一些思想家致力復興三級制度，包含等級制和君權神授說。1814年拿破崙一世垮台後，波旁王朝得以恢復，實施部分恢復舊制度的政策，包括振興天主教會的權威。1830年法國七月革命後正統派失勢，以路易-菲利普一世為代表的奧爾良派接受了君主立憲制的原則。
1848年革命是另一次對歐洲君主專制的大規模攻擊。
第一次世界大戰後，俄國、德國、奧匈帝國三個歐洲主要皇室垮台；但在俄國內戰中很大一部分的白軍仍然擁護沙皇。1919年匈牙利蘇維埃共和國的騷亂使代表穩定的君主主義重獲青睞，但匈牙利因未能獲得理想的君主人選而成立了王位空缺、只由霍爾蒂將軍擔任攝政的匈牙利王國。在德國威瑪共和國，要求復辟帝制的勢力以德意志國家人民黨（Deutschnationale Volkspartei）為主，該黨最高曾獲得超過五分之一的國會席次，1933年納粹黨上台後被解散。
第二次世界大戰後，東歐所有王國：南斯拉夫王國、匈牙利王國、羅馬尼亞王國、保加利亞王國都被蘇聯支持下的共產主義政權消滅和取代，變成社會主義國家和蘇聯的衛星國。義大利王國也在1946年被全民公投推翻；建立意大利共和國。
君主主義在第二次世界大戰之後逐漸衰落，但在部分英聯邦國家如加拿大、澳大利亞和新西蘭等，有支持繼續維持以英國君主作為國家元首的支持者，反對變成以總統作為虛位元首的共和國。
在1979年伊朗伊斯蘭革命和2008年尼泊爾君主制垮台前後的動亂中仍是一股較強勁的政治力量。